# Raphael E. Cuomo
Raphael E. Cuomo, Ph.D.  est un scientifique biomédical américain et professeur associé à la faculté de médecine de l'Université de Californie à San Diego (UCSD). Il est connu pour ses applications de la biostatistique et de l'informatique de santé à divers défis de santé mondiale, en particulier l'épidémiologie du cancer et les disparités de santé liées au tabac,. Cuomo est membre de la Royal Society for Public Health et membre honoraire de la société Delta Omega. Il est certifié en santé publique par le National Board of Public Health Examiners (NBPHE).

## Recherche
Les recherches de Cuomo abordent les principaux défis de santé mondiale en intégrant l'épidémiologie, la biostatistique et l'analyse des politiques:
- Épidémiologie du cancer: Cuomo a étudié les liens entre une faible exposition aux ultraviolets B et des cancers comme le cancer colorectal, le cancer du pancréas et la leucémie. Ses découvertes, basées sur des données météorologiques de la NASA, ont confirmé l'hypothèse selon laquelle la carence en vitamine D contribue à la progression du cancer[4],[5]. Cuomo a publié un article scientifique décrivant un paradoxe risque‑survie pour certains facteurs nutritionnels dans les maladies chroniques, devenu éponymement connu sous le nom de Cuomo's Paradox[6].
- Lutte contre le tabac et cigarettes électroniques: Cuomo a analysé les pratiques de marketing en ligne pour les cigarettes électroniques et les produits du tabac, identifiant les tendances en matière d'engagement numérique et de risques pour la santé[7],[8].
- Informatique clinique: Les travaux de Cuomo comprennent des analyses du rôle du calcifédiol sérique et des risques de mortalité chez les patients atteints de cancer du côlon, des disparités raciales dans la survie à la cirrhose chez les personnes souffrant de troubles liés à la consommation d'alcool et des impacts sur la santé des troubles liés à la consommation de substances chez les patients atteints de cancer[9],[10],[11].
- Politique de santé: Cuomo a appliqué des approches d’apprentissage automatique pour évaluer l’abus d’opioïdes et a développé des modèles de coûts pour le traitement du cancer dans les pays en développement[12],[13].

Cuomo est également l'auteur du livre Public Health Perceptions of American Youth, qui passe en revue les principaux problèmes de santé publique affectant les jeunes aux États-Unis.

## Rôles éditoriaux
Cuomo est rédacteur en chef de la section Infodemiology de JMIR et rédacteur en chef de Frontiers in Public Health. Il est également évaluateur pour plusieurs revues, dont JAMA Pediatrics.

## Reconnaissance médiatique
Cuomo a été cité et ses recherches ont été couvertes par de nombreux médias internationaux. Il s’agit notamment de:
- Newsweek: Couverture de ses études sur les impacts de la cigarette électronique sur la santé[16].
- SciTech: Couverture des résultats montrant des associations globales inverses entre l'exposition solaire et le cancer colorectal[17].
- Association américaine pour l'avancement de la science: résultats sur le cancer du pancréas et l'exposition aux UV[18].
- New Telegraph: Recherche sur la carence en vitamine D et le risque accru de cancer du côlon[19].
- Sécurisation de l'industrie: Analyse de l'exposition aux médicaments contre le cancer contrefaits[20].
- Medical News Today: Couverture des résultats de recherche montrant l'influence de l'âge sur les effets biologiques du calcidiol[21].
- NBC News: Résultats sur l'engagement du public envers les marchés non réglementés du cannabis[22].

En outre, plusieurs des résultats de recherche de Cuomo ont suscité une attention notable sur les médias sociaux, notamment ses découvertes sur la vitamine D, le marketing en ligne des cigarettes électroniques, le métabolisme du calcidiol lié à l'âge, et les intoxications liées à la nicotine.